# E-Kart
E-Kart steht für elektrisch angetriebene Karts. Sie werden im Freizeitsport genutzt, erstmals seit 2011 aber auch bei Rennveranstaltungen wie z. B. dem 24h-Rennen in Köln, wo sie gegen Benzinkarts antreten. Im öffentlichen Straßenverkehr dürfen sie hingegen nicht genutzt werden.

## Antrieb
Der Elektroantrieb hat auch im Kartsport Einzug erhalten. Eine mögliche Einschränkung der Fahrdynamik durch das zusätzliche Gewicht der mitgeführten Akkus wird durch Trennung der Antriebsräder, Verlagerung der Akkupacks zur Mitte des Karts, Veränderung des Nachlaufs und Energierückgewinnung entgegengewirkt. Mit 6 kW (etwa 8 PS) ist eine Geschwindigkeit von über 100 km/h möglich, auf Kartbahnen wird das Tempo jedoch elektronisch auf 50 km/h gedrosselt.

## Energieversorgung
Als Energiequelle dienen Akkumulatoren verschiedener Bauart, beispielsweise auf Basis von Lithium-Eisenphosphat, womit heute bis zu 60 Minuten Betriebszeit (bei einer etwa gleich langen Ladezeit) möglich sind. Sie werden durch ein Batteriemanagementsystem (BMS) überwacht. Dazu gehört eine Temperaturüberwachung mit Kühlung gegen Überhitzen. Aktuell sind auch noch Fahrzeuge mit herkömmlichen Bleiakkus im Handel, die sich durch geringere Betriebszeiten auszeichnen.
Die Akkumulatoren erhöhen das Gewicht des Karts erheblich, es wiegt rund 200 kg. Dies hat ein geringeres Leistungsgewicht zur Folge, zusätzlich erhöhen sich die Lenkkräfte und der Reifenverschleiß. Einige Hersteller verzichten daher auf eine starre Antriebswelle, um dem entgegenzuwirken, und verbauen daher ein Differential oder jeweils einen Motor pro Hinterrad.

## Weitere Merkmale des Elektroantriebs
Durch programmierbare Controller kann das Fahrzeugsetup auf die jeweilige Strecke abgestimmt werden. Auch ein Rückwärtsfahrmodus ist vorhanden. Per Fernzugriff können Karts einzeln oder gemeinsam abgebremst oder angehalten werden, beispielsweise zur Vermeidung von Gefahren. Die Emissionsfreiheit der Fahrzeuge erleichtert den Einsatz in beheizten Hallen.
Der aktuelle Weltrekord für Beschleunigung mit einem Kart von 0 auf 100 km/h wurde mit einem Elektrokart in 2,635 Sekunden erreicht.

## Bekannte Hersteller (Auswahl)
- RiMO Germany (Deutschland)
- Sodi (Frankreich)
- OTL (Italien)
- Tomkart (Schweiz)
- Linde (Deutschland)